# Pseudochromis moorei
Pseudochromis moorei, thường được gọi là cá đạm bì Moorei, là một loài cá biển thuộc chi Pseudochromis trong họ Cá đạm bì. Loài này được mô tả lần đầu tiên vào năm 1931.

## Phân bố và môi trường sống
P. moorei phân bố ở phía tây Thái Bình Dương, được biết đến tại Philippines và Palau, trải dài về phía nam đến Úc. P. moorei thường sống xung quanh những khu vực có nhiều rạn san hô, bọt biển hoặc những mỏm đá ngầm có sự sinh sống của huệ biển, ở độ sâu khoảng từ 12 tới 25 m.

## Mô tả
P. moorei trưởng thành dài khoảng 12 cm và là loài dị hình giới tính. Cá mái chỉ có duy nhất một màu xám với một sọc mảnh màu trắng xanh dưới mắt, thân trên có nhiều chấm đen và sậm màu hơn thân dưới. Hầu hết cá mái của chi Pseudochromis đều có màu sắc như vậy. Thân trước của cá đực có màu vàng cam với một đốm đen ở mang, thân trên nhiều chấm nhỏ li ti, thân còn lại có màu xám; cũng có viền sau mắt như cá mái. P. moorei được phân biệt với Pseudochromis steenei và Pseudochromis erdmanni bởi dải viền sau mắt khá mờ.
Số gai ở vây lưng: 3; Số vây tia mềm ở vây lưng: 25 - 26; Số gai ở vây hậu môn: 3; Số vây tia mềm ở vây hậu môn: 14.
Thức ăn của P. moorei có lẽ là rong tảo và các sinh vật phù du nhỏ. Thường sống đơn độc hoặc thành đôi. Cũng như những con cá đạm bì khác, chúng rất hung hăng và có tính lãnh thổ cao.